# إحنا شباب الديسكو (مسرحية)
إحنا شباب الديسكو، مسرحية إستعراضية كويتية. عرضت عام 1985.

## الفنانين المشاركين
- علي المفيدي.
- أحمد السلمان.
- سميرة صدقي.
- أمبيريك.
- حسين نصير.
- عبير الجندي.
- عبدالله العلي.
- عبد الله غلوم.
- وحيد عبد الصمد.

## وصلات خارجية
إعلان المسرحية على يوتيوب